# Табла за монети
Та̀блата за монети е контейнер, който се използва за получаване на различни дребни предмети като монети, ключове или пътнически билети от джобовете на дрехи. Например, при събличане преди лягане.
Има тави за монети изработени от керамика, кожа, метал, текстил или дърво. Ръбовете могат да бъдат повече или по-малко плоски.

## Употреба в нумизматиката
Някои табли за монети са специализирани за защита и показване на колекции от монети.

## Употреба в търговията
Табли за монети се използва в магазините като стойка за плащане и обмен на пари. Най-често са направени от стъкло или пластмаса и имат правоъгълна или кръгла форма. Поради позиционирането им на видимо място на касите повърхността им се използва често като рекламно приспособление – в тях се поставят рекламни графики на компания или продукт.
Тавите за пари се използват поради удобството при плащане, по-лесното броене на монети и по-голяма хигиена..
Те са популярни в някои европейски страни, а също така и в Япония (под името caruton), където използването на табла за плащане е един от елементите на местния етикет.

## Галерия
- Табла за монети от керамика
- Табла с гръцки монети
- Табли от Музея на историята на изкуствата във Виена
- Табла с медали от ВСВ